# Motherwell FC
Motherwell Football Club (normalt bare kendt som Motherwell F.C.) er en skotsk fodboldklub fra byen Motherwell. Klubben spiller i landets bedste liga, den Skotske Premier League, og har hjemmebane på Fir Park Stadium. Klubben blev grundlagt den 17. maj 1886, og har siden da vundet ét skotsk mesterskab, to pokaltitler og én Liga Cup titel.

## Titler
- Scottish Premier League (1): 1932

- Skotske Pokalturnering (2): 1952 og 1991

- Skotske Liga Cup (1): 1951

## Historiske slutplaceringer
| Sæson     | Niveau | Liga        | Placering | Kilde  |
| --------- | ------ | ----------- | --------- | ------ |
| 2025–2026 | 1.     | Premiership | .         | [ 1 ]  |
| 2024–2025 | 1.     | Premiership | 8.        | [ 2 ]  |
| 2023–2024 | 1.     | Premiership | 9.        | [ 3 ]  |
| 2022–2023 | 1.     | Premiership | 7.        | [ 4 ]  |
| 2021–2022 | 1.     | Premiership | 5.        | [ 5 ]  |
| 2020–2021 | 1.     | Premiership | 8.        | [ 6 ]  |
| 2019–2020 | 1.     | Premiership | 3.        | [ 7 ]  |
| 2018–2019 | 1.     | Premiership | 8.        | [ 8 ]  |
| 2017–2018 | 1.     | Premiership | 7.        | [ 9 ]  |
| 2016–2017 | 1.     | Premiership | 9.        | [ 10 ] |
| 2015–2016 | 1.     | Premiership | 5.        | [ 11 ] |
| 2014–2015 | 1.     | Premiership | 11.       | [ 12 ] |
| 2013–2014 | 1.     | Premiership | 2.        | [ 13 ] |
| 2012–2013 | 1.     | Premiership | 2.        | [ 14 ] |
| 2011–2012 | 1.     | Premiership | 3.        | [ 15 ] |
| 2010–2011 | 1.     | Premiership | 6.        | [ 16 ] |

## Kendte spillere
- Tom Boyd
- George Burley
- Andy Goram
- Paul Lambert
- Gary McAllister
- Brian McClair
- James McFadden
- Lee McCulloch
- Alex McLeish
- Maroš Klimpl

## Danske spillere
- Casper Sloth